# LOVELY×CATION2
『LOVELY×CATION2』（ラブリケーション2）は、hibiki worksより2013年4月26日に発売された18禁恋愛アドベンチャーゲーム。LOVELY×CATIONシリーズの第2作目。
2015年5月21日にPlayStation Vita移植版として一般向けに書き直され、多くの追加要素と前作が同梱された『LOVELY×CATION 1&2』が発売された。

## 作品
前作『LOVELY×CATION』のシステムを引継ぎ・進化させ、舞台を一新したシリーズ第2弾。前作のヒロイン5人制から4人制に移行したが、シナリオやイベント数をはじめとし、前作以上のボリュームとなっている。今作ではイージーモードが導入され、ゲームが苦手な人でも攻略やイベントの回収が非常に楽になっている。また、ノーマル限定でのイベント等は存在しない。

## あらすじ
私立水明学園に通う主人公は、両親の転勤により隣町から水明市へ引越して一人暮らしを始めることになった。引越しも無事に済み、散策がてらふと立ち寄った神社で、神主のお爺さんに水明市に伝わるという人魚伝説を聞かされる。なんでも、旅の若者と磯に住む人魚の恋愛物語があり、その古事に倣って街の女は外から来た男に恋をするという。その後、神主による胡散臭い説教や押し売りが始まり、辟易する主人公であったが、今まで異性に無頓着で縁を無駄にしてきた自分の人生を省みる。果たして、異性と話すらまともにしたことがない今どきの草食系男子に恋愛ができるのだろうか？

## ゲームシステム
本作は恋愛シミュレーション風ADVゲームであり、1日2ターンの選択肢で主人公のステータス・パラメーターを上げるSLGパートと、各キャラクターのイベント毎に選択肢があるADVパートに分かれている。
ラブリーコール
150種類以上の日本人男性名をヒロインがボイス付きで呼ぶシステム。前作では名前ごとに3パターンの呼び方であったが、今作では6パターンに倍増。より自然な呼び方になった。2013年4月26日から5月26日までラブリーコール＋応募キャンペーンが行われ、応募上位300種がラブリーコールに追加された。
なお、日向のみ特殊ラブリーコールが存在する。
趣味同調システム
主人公は、基本パラメーター「体力」「知力」「器用」「魅力」「感性」および、技能パラメーター「ゲーム」「書籍」「娯楽」「食べ物」「スポーツ」「動物」「おしゃれ」を持ち、各ヒロインの趣味や性格に合わせて成長させていく。
アイテム（+行動選択）
隠しアイテムを含め全211種類のアイテムが存在し、前作のアイテム数からほぼ倍増した。アイテム入手（+行動選択）によって主人公のパラメーターが上昇する。
ラブリーショット
イベント中に表示されるURLコードを携帯電話で読み取り、そのイベントCGを保存できる。
ウォーキングトーク
ヒロインが学園の帰り道やデート中に、アニメーションしながら歩くシステム。各ヒロインの身長が反映されており、目線がそれぞれ微妙に異なっている。背景アニメーションも同時に行われている。

## アペンドライフシステム
公式HPにて毎月不定期に後日談追加シナリオが、約1年間にわたり無料配信されるシステム。今作では4人全員のストーリーを毎月見ることができる。ただしHシーンがあるのは毎月2人ずつである。ラブラブバースデーコレクションのおまけコンテンツとして付属するバースデーアペンドでは、各ヒロインの誕生日ストーリーを見ることができる。アペンドパッチ内に修正パッチが同梱される場合がある。(実行ファイルをクリックして実行すると同時に適用される)
| パッチ名                       | 配信開始日     | 修正パッチ         |
| ------------------------------ | -------------- | ------------------ |
| APPEND LIFE／MAY               | 2013年5月30日  | 修正パッチver 1.03 |
| APPEND LIFE／Seine's Birthday  | 2013年6月10日  |                    |
| APPEND LIFE／JUNE              | 2013年6月28日  | 修正パッチ1.04     |
| APPEND LIFE／JULY              | 2013年7月31日  |                    |
| APPEND LIFE／AUGUST            | 2013年8月30日  | 修正パッチver 1.05 |
| APPEND LIFE／Wakoto's Birthday | 2013年9月4日   |                    |
| APPEND LIFE／SEPTEMBER         | 2013年9月30日  |                    |
| APPEND LIFE／OCTOBER           | 2013年10月31日 | 修正パッチver 1.06 |
| APPEND LIFE／Hime's Birthday   | 2013年11月12日 |                    |
| APPEND LIFE／NOVEMBER          | 2013年11月30日 | 修正パッチver 1.07 |
| APPEND LIFE／DECEMBER          | 2013年12月25日 |                    |
| APPEND LIFE／JANUARY           | 2014年1月16日  |                    |
| APPEND LIFE／Hinata's Birthday | 2014年1月23日  |                    |
| APPEND LIFE／FEBRUARY          | 2014年2月14日  |                    |
| APPEND LIFE／MARCH             | 2014年3月31日  |                    |
| APPEND LIFE／APRIL             | 2014年4月30日  | 修正パッチver 1.08 |

## 登場人物

### メインキャラクター
主人公
声：なし
年齢＝彼女いない歴の水明学園2年生。A組在籍。帰宅部→水泳部。新学期からマンションでの一人暮らしを始めることになったため、思いっきり自由を満喫しようと考えている。
いわゆる今どきの草食系男子。やや内気ながらも性格は優しく穏やかで、我が身を省みずに他人のために行動する事も多い。前作の主人公と比べると多分に外向的で、好きになった相手へは思い切った行動もとる。
成川 姫（なるかわ ひめ）
声：夏野こおり
水明学園2年生。A組在籍。新学期から主人公のクラスメイトとなる。帰宅部だが放課後はアルバイトでウェイトレスをしている。
竹を割ったようなサッパリな性格で、対戦系のゲームを好むなどやや少年っぽさが目立っており、本人もそれを気にして女性らしさを身につけようと努力している。その一方、豊かなボディラインを持つ美少女で、大きめのヒップは本人にとってはコンプレックスとなっている。また、才色兼備で有名な姉がいる。
他ヒロインルートでは主人公と他ヒロインの仲をからかう事が多いが、姫本人は自分を「男っぽい」と思っている事もあってか、自分の恋愛には鈍感。
すさまじい破壊力を持つ『画伯』でもあるが、本人は画才は普通だと思っている。
韮崎 日向（にらさき ひなた）
声：遠野そよぎ
水明学園1年生。A組在籍。女子陸上部。主人公と同じマンションに住む、1つ年下の後輩。幼い頃に母を亡くしており、仕事の忙しい父と2人暮らし。
初対面の人間には畏まってしまう人見知りな性格だが、礼儀正しく健気な性格であり、一度馴染むとハキハキと普段通りの快活っぷりを見せる。頼りがいのある兄のような存在を求めており、日向ルートでは選択次第で主人公が日向の「お兄ちゃん」になる。姫同様、恋愛に関しては鈍感。
その容姿や性格から多くの登場人物から好印象を持たれている。日向本人は小柄な体格にコンプレックスを持っている節があり、スタイルのいい他ヒロイン達に憧れている。
走ることが大好きで、所属する陸上部での練習だけでなく、自主練も熱心に取り組んでいる。短距離走の才能があり、1年生ながらも地方予選を3位で突破。10月末には女子陸上部の部長に抜擢される。
吉野谷 星音（よしのや せいね）
声：門葡蘭子
水明学園2年生。C組在籍。帰宅部。ほとんど人と話すことがなく、無表情で何を考えているか全くわからない女の子。サブカルチャーや特撮映画に精通したオタク。その一方で動物好き。
本人の自己申告によれば、胸のサイズは「92のH」。非常に健啖で並みの男性よりも多い食事を平気で平らげながらも肥らない体質を持つ。意外にも料理が得意だが、本作のヒロイン中、唯一本人の料理によるアイテム入手が存在しない。
自分のルートで他の3人のヒロインと直接関わる機会がある唯一のヒロイン。
出水 和琴（いずみ わこと）
声：さくらはづき
水明学園3年生。C組在籍。学生たちの間で絶大な人気を誇っている1つ年上の先輩。複数の部活(水泳部、卓球部、バスケ部、華道部、オカルト研究会、化学部、天文部)を掛け持ちしているが、岬波神社という神社の娘であるため家の手伝いで巫女を務めていることもしばしば。入学以降、度々男子生徒から告白されているが、その全てを断っているため「学園最強の鉄壁」と評される。
才色兼備を絵に描いたような大人びた女性である一方、子供のように何にでも好奇心が旺盛。明晰な頭脳を誇り、告白の断りも相手を注意深く見定めた上でするなど思慮深いが、同時に感性に任せた奔放で自由な性格。母性味溢れる穏やかさを持つが、やや享楽的なサディスティックな一面も秘めており、主人公への独占欲も強い。カッパが大の苦手という意外な一面を持つ。
実家の後を継ぐために進学する予定だったが、11月に主人公と同時に大学に入学するために進学を1年ずらす事を表明した。

### サブキャラクター
嵐山 轟（あらしやま とどろき）
声：とうや
去年から引き続きクラスメイトとなった主人公の悪友。趣味は迷彩服のコレクション。女性に対するストライクゾーンが狭く、オトナのお姉さんにしか興味がない。年下はもちろん、同年や1つ上くらいの女性、年上過ぎたり人妻では全く反応しない。写真部に所属し、写真を撮ることが特技だが、チャンスがあればお姉さんを狙っている。お姉さんのことになると暴走しがちだが、主人公に何かとアドバイスをしてくれる友達思いなナイスガイ。
天童 雲母（てんどう きら）
声：小倉結衣
新学期からクラスメイトになった学級委員の男子で、主人公の悪友その2。演劇部所属。成績優秀で外見は中性的で可愛らしいが、高飛車でウザやかましい。家は中華料理屋だがその事を指摘されると「仮の生家」だと怒る。学級委員としての責任感が強く、面倒見が良いムードメーカー的存在であるため、あつかましいキャラだが嫌われるような人間ではない。
シリーズのサブキャラクター中ただ一人、ビジュアルファンブックにて原画が公開されている。
韮崎・父
声：植木亨
韮崎家の主で日向の実父。日向が幼い頃に妻を亡くしたため、男手ひとつで日向を育てている。一人暮らしを始めたばかりの主人公に若い頃の自分を重ね、様々な場面で何かとアドバイスや手助けをしてくれる。サーバー管理関係の仕事をしているので、勤務時間が不規則で多忙。
神主
声 :立花十四朗
岬波神社の23代目神主にして経営者。和琴の祖父であり、名前は出水三瓶。胡散臭い口調で話したり商売っ気を出してきて、少し難儀なお爺さんだが、占いの能力は確かなものがある。また、とてもそうは見えないのだが神職としても高い地位を持っている。主人公の事は「ヤングメン」と呼ぶ。
ダイゴロウ
声：鈴谷まや
若いオスの野良ネコ。水明学園に住み着いており、学生たちから可愛がられている。とりわけ星音に懐いている。本人（の言葉を翻訳した星音）曰く、背中がチャーミング。
藤岡先生、
声：植木亨　
主人公や姫が所属する2年A組の担任。社会科の教師で、柔道部と空手部の顧問。趣味はジャングル探検。生徒達が彼の名前を呼ぶときには　「藤岡先生、」と最後に読点を付けるよう、自己紹介の際に釘を刺している。堅物な性格だが、一人暮らしの主人公を心配している一面もあり主人公からも信頼されている。
霧島先生
声：藍川珪
体育教師で女子陸上部の顧問。既婚であり一人息子がいる。夫はかつての教え子。フランクな性格で親しみやすい人物。
伊達先生
声：ゆうひ
英語担当の教師。独特な口調や言い回しで強烈な個性を持つ。授業に関しては結構厳しい。
高天原先生
声：ゆうひ　
数学担当の教師で日向が所属する1年A組の担任。オカルト研究会の顧問。邪気眼な変人で、中二病的な用語を交えて授業をするため、慣れない内は困惑することも。
古文教師
声：藍川珪
イロモノだらけの教師陣の中、ごく普通に丁寧な授業をする中年の女性教師。
化学教師
声：立花十四朗
化学の実験中によく昭和のギャグのような失敗をする壮年の男性教師。ベタなネタは必ず拾うとまで言われており、生徒達に親しまれている。
保健医
声：藤邑鈴香　
保健医の先生で、嵐山いわく「ストライクゾーンの内側にいる女性」らしいが、昼食をしながら診察をするなど、とても面倒くさがりな性格をしている。
東郷
声：ゆうひ
3年生で水泳部部長。
成川・姉
声：鈴谷まや　
姫の姉。大学生。お淑やかな美人で文武両道、フランス人のセレブ御曹司と婚約をしているという凄まじい人物。しかし極端な甘党で、料理を何でもかんでも甘くしてしまうという欠点がある。
星音の母
声：小倉結衣
星音の母親。人と上手く接することができない娘のことをいつも心配している。カラオケが趣味。
和琴の母
声：藍川珪
和琴の母親。家事の合間に神社の手伝いをしている。神社経営だけでは家計が厳しいので夫は会社勤めをしている。

## 主題歌
オープニングテーマ
「Call to me, Call for you」
歌：佐藤ひろ美 / 作詞・作曲：西坂恭平、如月一生 / 作編曲：西坂恭平 / コーラス：綾那 / ギター：岩崎靖啓
ED曲
「ピュア・ブロッサム」
歌：成川姫・韮崎日向・吉野谷星音・出水和琴 / 作詞：wight / 作曲：wight・mo2 / 編曲：wight

## スタッフ
- キャラクターデザイン・原画：唯々月たすく
- シナリオ：insider（さんだーぼると）
- 企画：insider・γ（ディレクター）
- 背景制作：中村歩

## 関連商品

### ラブラブバースデーコレクション（CD）
各ヒロインの誕生日に合わせて発売され、エンディングテーマ・キャラクターソング・壁紙・デジタルカレンダー・デジタル時計といったコンテンツを収録。発売元はディファレンシア。おまけとして、バースデーアペンドとカノジョからのラブラブメッセージカードが同梱される。
- vol.1-吉野谷 星音-：2013年6月10日発売
- vol.2-出水 和琴-：2013年9月4日発売 - vol.2にはラブラブバースデーコレクション全4巻を収納できる特製BOXが付属。
- vol.3-成川 姫-：2013年11月12日発売
- vol.4-韮崎 日向-：2014年1月23日発売

### ビジュアルファンブック
- LOVELY×CATION1&2 ビジュアルファンブック 2013年8月9日発売
  - 『LOVELY×CATION』シリーズ2作品の本編ビジュアルや版権イラストが掲載される
  - 描き下ろしカバーイラスト＆ピンナップで両作品のヒロインによる夢の顔合わせが実現

### 新装版
- 『LOVELY×CATION2-ずっと初恋の日々エディション-』 2014年7月25日発売
  - 新規描き下ろしパッケージ
  - LOVELY×CATION2に全アペンドデータを収録したフルコンプリート版(LOVELY×CATION2からの追加要素は無し)